# Apagão em Nova Iorque de 1977
O Apagão em Nova Iorque de 1977 afetou a cidade de Nova Iorque entre os dias 13 e 14 de julho de 1977. Os bairros da cidade que não foram afetados foram o sul do Queens, e bairros de Rockaways, que não faziam parte da mesma rede.
Ao contrário de outros apagões que afetaram a região, ou seja, o apagão de 1965 e o apagão de 2003, o apagão de 1977 aconteceu no centro de Nova Iorque e suas imediações. Também em contraste com outros apagões, o apagão de 1977 resultou em massivos saques a comércios, assaltos a mão armada e desordem em toda a cidade, incluindo centenas de incêndios criminosos.

## A causa do Apagão
Danos por raios
Os eventos que antecederam o apagão começaram em 13 de julho às 20h34 EDT de quarta-feira, com um raio em Buchanan South, uma subestação no rio Hudson , tropeçando em dois disjuntores em Buchanan, Nova York . A subestação Buchanan South converteu os 345.000 volts de eletricidade originários da estação geradora nuclear de Indian Point de 900 MW em baixa tensão para uso comercial. Uma porca de travamento solta combinada com um ciclo de atualização de ação lenta impediu o religamento do disjuntor e permitiu que a energia fluísse novamente. 
Um segundo relâmpago causou a perda de duas linhas de transmissão de 345 kV , posterior religamento de apenas uma das linhas e a perda de energia da usina nuclear em Indian Point. Como resultado, duas outras grandes linhas de transmissão ficaram sobrecarregadas.  Por procedimento, a Consolidated Edison (Con Edison), a fornecedora de energia para a cidade de Nova York e parte do condado de Westchester, tentou colocar uma estação geradora de partida rápida on-line às 20h45 EDT; no entanto, ninguém estava cuidando da estação e a partida remota falhou. 
Às 20h55, houve outro relâmpago na subestação Sprain Brook em Yonkers , que derrubou duas linhas de transmissão críticas adicionais. Como antes, apenas uma das linhas voltou automaticamente ao serviço. Essa interrupção das linhas da subestação fez com que as linhas restantes ultrapassassem os limites operacionais de longo prazo de sua capacidade. Após esta última falha, a Con Edison teve que reduzir manualmente a carga em outro gerador local em suas instalações em East River, devido a problemas na usina. Isso tornou uma situação já terrível ainda pior.
Redução de Energia
Às 21h14, mais de 30 minutos do evento inicial,  os operadores de pool de energia de Nova York em Guiderland pediram para os operadores da Con Edison que "liberassem carga". Em resposta, os operadores da Con Ed iniciaram o primeiro uma redução de tensão de 5% em todo o sistema e depois uma redução de 8%. Essas etapas tinham que ser feitas em sequência e em alguns minutos. Essas etapas foram realizadas de acordo com o uso de Con Edison das palavras "derramar carga", enquanto os operadores da Power Pool tinham em mente abrir alimentadores para reduzir imediatamente cerca de 1500 MW de carga, não reduzir a tensão para reduzir a carga em algumas centenas de MW. 
Às 21h19, a principal interconexão final para Upstate New York na sustentação de Leeds disparou devido a sobrecarga térmica  que fez que os condutores de 345 kV cedessem excessivamente em um objeto não identificado. Essa viagem causou sobrecarga nos links de 138 kV com Long Island  e com uma importante interconexão em New Jersey, onde começou a carregar ainda mais do que foi relatado para as operadoras de Con Edison. 
Às 21h22, a Long Island Lighting Company abriu sua interconexão de 345 kV com a Con Edison para reduzir a energia que fluía através do sistema e sobrecarregar os cabos submarinos de 138 kV entre Long Island e Connecticut. Enquanto os operadores da Long Island estavam garantindo permissão dos operadores da Power Pool para abrir conexão com 345 kV para a cidade de Nova York, os desafadores entre a cidade e Nova Jersey estavam sendo ajustados para corrigir fluxos pesados e isso reduziu a carga dos cabos de 115 kV. As operadoras de Long Island não perceberam essa queda dos cabos de 115 kV e continuaram a sua operação de ligação de 345 kV para Nova York. 
Às 21h24, o operador da Con Edison tentou e não conseguiu reduzir manualmente a carga, deixando a energia oscilar. Cinco minutos depois, às 21h29, a interconexão Goethals-Linden 230 kV com Nova Jersey começou a disparar e o sistema da Con Edison automaticamente a se isolar do mundo externo por meio da ação de dispositivos de proteção que removem as linhas sobrecarregadas, transformadores e cabos de serviço.

## Blecaute
Ínicio do apagão
A Con Ed não conseguiu gerar energia suficiente dentro da cidade, e as três linhas de energia que complementavam a energia da cidade estavam sobrecarregadas. Pouco depois das 21h27, o maior gerador da cidade de Nova York, a Unidade Geradora Ravenswood No. 3 de 990 MW (também chamada de "Big Allis"), desligou e deixou toda a cidade no escuro. 
Por volta das 21h37, todo o sistema de energia do Con Edison foi desligado, quase exatamente uma hora após o primeiro relâmpago. Às 22h26, os operadores iniciaram a restauração, porém a energia não foi totalmente restaurada até o dia seguinte. Entre os resultados que são bem  documentados e usados no treinamento do operador para reduzir o tempo de restauração. 
O blecaute paralisou diversos setores da metrópole, fazendo metrôs ficarem parados, elevadores trancados, a ilha de Manhattan e a Broadway às escuras. Só hospitais e outros centros de emergência dispunham de geradores próprios. Apenas os bairros abastecidos pela energia vinda da vizinha Nova Jersey continuaram com luz. Inclusive a Estátua da Liberdade, símbolo da cidade, manteve sua iluminação inalterada durante todo o evento. As pessoas não conseguiram voltar para suas casas, ficando presas em bares, restaurantes, boates, dentro de trens e vagões do metrô. 
Onde de Crimes
O apagão aconteceu quando a cidade enfrentava uma grave crise financeira e os moradores estavam assustados com os assassinatos do serial killer David Berkowitz, conhecido também como "Filho de Sam". Os Estados Unidos passava por uma prolongada recessão econômica, onde os comentaristas associaram o evento com o apagão de 1965. Muitos apontaram a crise financeira como a razão para os crimes, enquanto outros associaram isso ao clima quente de julho, já que a Costa Leste estava enfrentando uma onda de calor acima da média. Outros apontam que o caos se instaurou no apagão de 77 por conta de ter acontecido à noite, onde os donos do comércio já estavam em suas casas ao contrário do apagão de 65 que ocorreu durante o dia e com supervisão dos comerciantes nas lojas. Porém, saqueadores continuaram os saques mesmo à luz do dia com os policiais tentando conter os criminosos. 
31 bairros diferentes foram alvos de saques e vandalismos. Possivelmente, os mais atingidos foram Crown Heights, onde 75 lojas em um trecho de cinco quarteirões foram saqueadas e danificadas. Enquanto isso, Bushwick foi alvo de um incêndio criminoso, onde aproximadamente 25 focos de incêndio ainda queimavam pela manhã seguinte. A certa altura da madrugada, dois quarteirões da Broadway no Brooklyn, que separa Bushwick de Bedford-Stuyvesant, estavam em chamas. Ao todo, trinta e cinco quarteirões da Broadway foram danificados em certo grau com 134 lojas saqueadas, 45 delas incendiadas. Os ladrões roubaram 50 novos Pontiacs de um concessionária de carros, quebrando suas vidraças. No Brooklyn, jovens foram vistos dando ré em carros para as lojas, amarrando cordas nas grades das lojas e usando seus carros para puxarem as grades fora. Houve 550 policiais feridos e 4.500 saqueadores presos.
Estádio Shea
O estádio escureceu aproximadamente às 21h30, no final da sexta entrada, com Lenny Randle no bastão. O New York Mets estava perdendo por 2 a 1 contra o Chicago Cubs. Jane Jarvis, organista de Shea e "Queen of Melody", tocou "Jingle Bells" e "White Christmas" enquanto os primeiros saques começaram a desencadear pela cidade. O jogo foi concluído dois meses depois, em 16 de setembro, com os Cubs vencendo por 5–2. Os Yankees estavam na estrada em Milwaukee; menos de uma semana depois, o Yankee Stadium sediou o All-Star Game na terça-feira, 19 de julho.
O prefeito Abe Beame falou durante o apagão sobre o que os cidadãos enfrentaram na madrugada de 13 para 14 de julho:
Vimos nossos cidadãos submetidos a violência, vandalismo, roubo e desconforto. O apagão ameaçou nossa segurança e impactou seriamente nossa economia. Fomos desnecessariamente submetidos a uma noite de terror em muitas comunidades que foram saqueadas e queimadas desenfreadamente. Os custos, quando finalmente forem contabilizados, serão enormes.
Durante o apagão de 2003, o The New York Times publicou uma descrição do apagão de 1977:
Por causa da falta de energia, os aeroportos LaGuardia e Kennedy foram fechados por cerca de oito horas, túneis de automóveis foram fechados por falta de ventilação e 4.000 pessoas tiveram que ser evacuadas do sistema de metrô. A ConEd chamou a paralisação de um "ato de Deus", enfurecendo o prefeito Beame, que acusou a concessionária de "negligência grave".

## Rescaldo
Prejuízo
Ao todo foram 1.616 lojas saqueadas e danificadas. Um total de 1.037 incêndios, onde muitos não foram contidos durante a noite e só foram apagados pela manhã. Foi a prisão em massa da história da cidade, 3.776 pessoas foram presas. Muitos tiveram que ser colocados em celas superlotadas, porões de delegacia e outros locais improvisados. Um estudo do Congresso estimou que o custo de danos foi de pouco mais de US$ 300 milhões          (equivalente a 1,29 bilhões em 2020).  
Além dos saques e roubos em massa, houve um homicídio. Dominick Ciscone, um adolescente do Brooklyn e aspirante a mafioso, foi baleado no bairro de Caroll Gardens enquanto estava na companhia de alguns amigos. Ele morreu no local. A polícia investigou várias pessoas com quem ele mantinha disputas, mas nunca identificou nenhum suspeito. Em 1997, a polícia recebeu dicas de pessoas que não se identificaram que tinham apontado para alguns suspeitos, mas elas não responderam aos pedidos de identificação. Em 2021, o assassinato permanecia sem solução. 
Retorno da luz
Não foi até a manhã seguinte que a energia começou a ser restaurada para as áreas afetadas. Por volta das 7 da manhã de 14 de julho, uma seção do Queens tornou-se a primeira área a recuperar a energia, seguida logo depois por Lenox Hill, Manhattan; a área vizinha de Yorkville, no Upper East Side de Manhattan, no entanto, foi uma das últimas áreas a recuperar a energia naquela noite de quinta-feira. Às 13h45, o serviço foi restaurado para metade dos clientes da Con Edison, principalmente em Staten Island e Queens. Foi só às 22h39 de 14 de julho que toda a energia da cidade voltou a funcionar. 
Durante grande parte de 14 de julho, a maioria das estações de televisão na cidade de Nova York estava fora do ar (já que as áreas onde essas estações de TV estavam localizadas ainda estavam sem energia durante a maior parte do dia), embora a WCBS-TV (Canal 2) e a WNBC-TV (Canal 4) conseguiu permanecer no ar graças aos geradores a gás e a diesel, retomando suas transmissões apenas 25 e 88 minutos após o início do blecaute, respectivamente. Embora grande parte da cidade de Nova York ainda estivesse sem energia, Belmont Park (uma pista de corrida na fronteira do Queens e Nassau County em Elmont) organizou seu programa de corrida programado naquela tarde na frente de uma multidão relativamente escassa, já que muitos pensavam que as corridas seriam canceladas naquele dia devido ao apagão.
Popularização do Hip Hop
Mesmo com o crescimento do ritmo, havia uma dificuldade enorme em difundir o know how para popularizar e massificar a produção ligada ao estilo. Essas dificuldades decorriam do alto custo da aparelhagem de som. Para montar um Pick Up e levar o som para outros lugares, era preciso desembolsar uma quantia considerável. Com o país passando por uma estagnação econômica e a taxa de desemprego altíssima, principalmente entre os negros, poucos eram os DJs que dominavam a arte e podiam realizar os famosos bailes. Quando ocorreu o apagão, entre os itens mais levados estavam os aparelhos de som e discos de vinil, estima-se que um terço do estoque de eletrônicos ligados à produção e reprodução de música foram levados nas 25 horas de caos. A popularização do Hip Hop cresceu significativamente após o evento, tornando o movimento forte entre as pessoas mais pobres da cidade.